# فيلهلم كونراد رونتغن
فيلهلم كونراد رونتغن (1845-1923) مهندس وفيزيائي ألماني الجنسية. مُكتشف الأشعة السينية أو أشعة إكس أو أشعة رونتغن عام 1895. ودرس كثيراً من خصائصها التشخيصية وقد فتح اكتشافه آفاقاً في مجالي الطب والفيزياء. وكان اول من حصل على جائزة نوبل وتحديدا في الفيزياء عام 1901.كما تم تسمية وحدة قياس التعرض للأشعة بإسمه "وحدة رونتجن" .

## النشأة

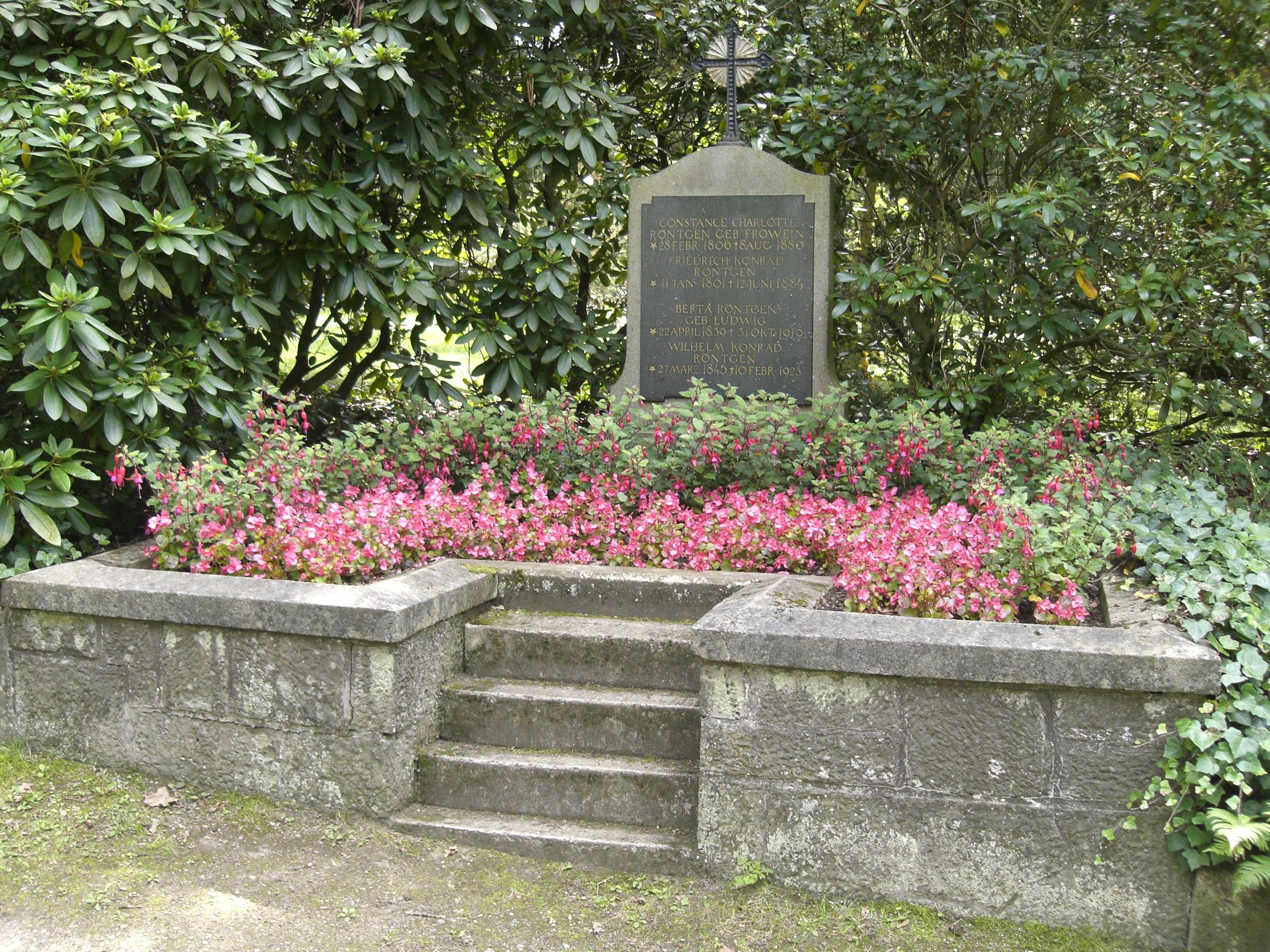
قبر فيلهلم رونتجن في Alter Friedhof (مقبرة قديمة) في Gießen

ولد روتنغن في مدينة لينب ((التي تعرف حالياً بـ رمشايد)) في رهينش بروسيا وكان الطفل الوحيد لتاجر وصانع ملابس. تدعى أمه تشارلوت فراوين كونستانز أمستردام. في مارس 1848 انتقل مع عائلته إلى مدينة أبلدورن وتربّى فيلهلم في هولندا. تلقّى بداية تعليمه في مدرسة داخلية تسمى (معهد فان دورن مارتينوس هيرمان) في أبلدورن من 1861 حتى 1863. التحق بمدرسة امبخت في أترخت وقال أنه طُرد لرفضه الكشف عن هوية زميل كان متهماً لرسم صورة سيئة لأحد المعلمين في المدرسة. ليس فقط كان طرد وقال أنه تبين لاحقا أنه لا يستطيع الإلتحاق بأي صالة للألعاب الرياضية الأخرى الهولندية أو الألمانية. في عام 1865 حاول أن يلتحق بجامعة أوترخت بدون أن يحصل على شهادة كالطلاب الآخرين. سُمع أنه التحق بـالمعهد الفدرالي السويسري في معهد زيوريخ (الذي يعرف الآن باسم تي إتش زيوريخ) اجتاز الإمتحانات هناك وبدأ الدراسة هناك كطالب في الهندسة الميكانيكية. في عام 1869 تخرج وحصل على شهادة الدكتوراه من جامعة زيوريخ، ومرة واحدة أصبح الطالب المفضّل للأستاذ أغسطس آونت الذي كان يتبع لجامعة ستراسبورغ في 1873.

## الحياة الوظيفية

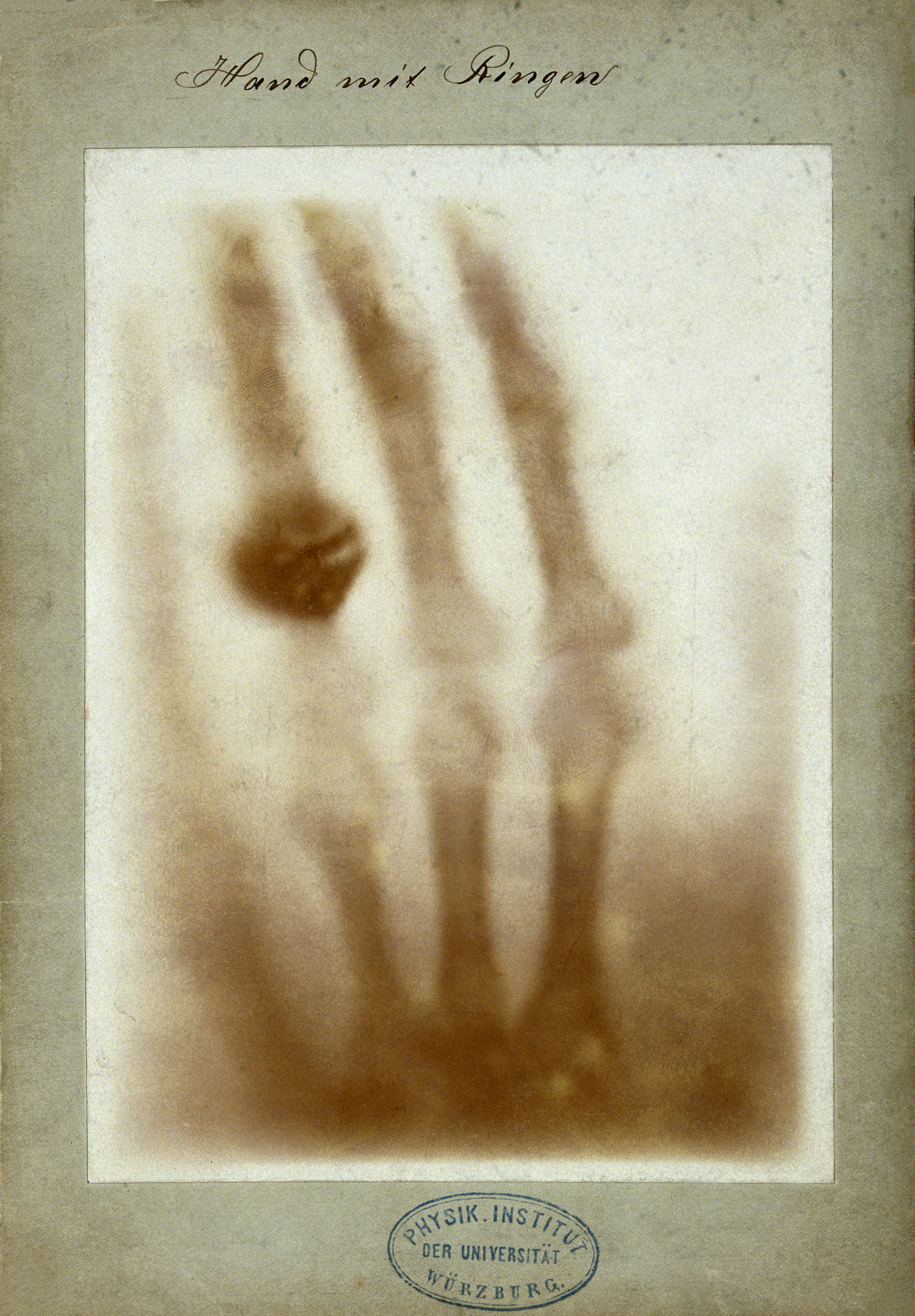
أول صورة بالأشعة السينية أجراها رونتجن ليد زوجته آنا بيرثا لودفيج

في عام 1874 أصبح روتنغن مُحاضر في جامعة ستراسبورغ، وفي عام 1875 أصبح استاذاً في أكاديمية الزراعة في هوهنهايم، فورتمبرغ. عاد مرة أخرى لجامعة ستراسبورغ أستاذاَ للفيزياء في عام 1876. وفي عام 1879 تم تعيينه لرئاسة قسم الفيزياء في جامعة غيسن. وفي عام 1888 تم تعيينه لرئاسة جامعة فورتسبورغ وفي عام 1900 تم تعيينه لرئاسة جامعة ميونيخ نتيجة طلب خاص من حكومة ولاية بافاريا. وكان لرونتغن عائلة في ولاية ايوا في الولايات المتحدة وقد قرر المهاجرة. وعلى الرغم من أنه قَبل موعد في جامعة كولومبيا في مدينة نيويورك وكان قد اشترى بالفعل تذاكر عبر المحيط الأطلسي، ولكن اندلاع الحرب العالمية غيّرت خططه وبقي في ميونيخ لبقية حياته.

## اكتشاف الأشعة السينية
خلال عام 1895، في مختبره في معهد فورتسبورغ للفيزياء بجامعة فورتسبورغ، كان رونتجن يحقق في التأثيرات الخارجية لمرور تفريغ كهربائي عبر أنواع مختلفة من معدات الأنابيب المفرغة - أجهزة من هاينريش هيرتز ويوهان هيتورف وويليام كروكس ونيكولا تيسلا وفيليب فون لينارد  في أوائل نوفمبر، كان يكرر تجربة مع أحد أنابيب لينارد حيث تمت إضافة نافذة رقيقة من الألومنيوم للسماح لأشعة الكاثود بالخروج من الأنبوب ولكن تمت إضافة غطاء من الورق المقوى لحماية الألومنيوم من التلف بسبب المجال الكهروستاتيكي القوي الذي ينتج أشعة الكاثود. عرف رونتجن أن غطاء الورق المقوى يمنع الضوء من الهروب، ومع ذلك فقد لاحظ أن أشعة الكاثود غير المرئية تسببت في تأثير فلوري على شاشة كرتون صغيرة مطلية ببلاتينوسيانيد الباريوم عندما تم وضعها بالقرب من نافذة الألومنيوم .  خطر ببال رونتجن أن أنبوب كروكس-هيتورف ، الذي كان له جدار زجاجي أكثر سمكًا بكثير من أنبوب لينارد، قد يسبب أيضًا هذا التأثير الفلوري.
فقام ببناء غطاء من الورق المقوى الأسود بعناية يشبه الغطاء الذي استخدمه في أنبوب لينارد. غطى أنبوب كروكس-هيتورف بالورق المقوى وربط أقطابًا كهربائية بملف رومكورف لتوليد شحنة كهروستاتيكية. قبل إعداد شاشة بلاتينوسيانيد الباريوم لاختبار فكرته، أظلم رونتجن الغرفة لاختبار عتامة غطاء الورق المقوى. أثناء تمرير شحنة ملف رومكورف عبر الأنبوب، حدد أن الغطاء محكم ضد الضوء واستدار للاستعداد للخطوة التالية من التجربة. في هذه المرحلة لاحظ رونتجن وميضًا خافتًا من مقعد على بعد أقدام قليلة من الأنبوب. للتأكد، حاول عدة تفريغات أخرى ورأى نفس الوميض في كل مرة. أشعل عود ثقاب، واكتشف أن الوميض جاء من موقع شاشة بلاتينوسيانيد الباريوم التي كان ينوي استخدامها بعد ذلك.
استنادًا إلى تكوين الظلال المنتظمة، أطلق رونتجن على هذه الظاهرة اسم "الأشعة" بينما كان يحقق في العديد من خصائص الأشعة الجديدة التي أطلق عليها مؤقتًا "الأشعة السينية"، مستخدمًا التسمية الرياضية ("X") لشيء غير معروف. وفي إحدى المرات، وبينما كان رونتجن يبحث في قدرة مواد مختلفة على إيقاف الأشعة، وضع قطعة صغيرة من الرصاص في موضعها أثناء حدوث التفريغ. وهكذا رأى رونتجن أول صورة شعاعية: هيكله الشبح المتذبذب على شاشة الباريوم بلاتينوسيانيد.
بعد حوالي ستة أسابيع من اكتشافه، التقط صورة - صورة بالأشعة السينية - ليد زوجته آنا بيرثا باستخدام الأشعة السينية.  عندما رأت هيكلها العظمي، صرخت "لقد رأيت موتي!"  التقط لاحقًا صورة أفضل ليد صديقه ألبرت فون كوليكر في محاضرة عامة.
نُشرت ورقة رونتجن الأصلية، "حول نوع جديد من الأشعة" في 28 ديسمبر 1895. في 5 يناير 1896، أفادت صحيفة نمساوية باكتشاف رونتجن لنوع جديد من الإشعاع. مُنح رونتجن درجة دكتوراه فخرية في الطب من جامعة فورتسبورغ بعد اكتشافه. كما حصل على ميدالية رومفورد من الجمعية الملكية البريطانية في عام 1896، بالاشتراك مع فيليب لينارد ، الذي أظهر بالفعل أن جزءًا من أشعة الكاثود يمكن أن يمر عبر طبقة رقيقة من معدن مثل الألومنيوم.  نشر رونتجن ما مجموعه ثلاث أوراق بحثية عن الأشعة السينية بين عامي 1895 و1897.  يُعتبر رونتجن اليوم والد الأشعة التشخيصية ، وهو التخصص الطبي الذي يستخدم التصوير لتشخيص الأمراض.

## الحياة الشخصية
تزوج رونتجن من آنا بيرثا لودفيج لمدة 47 عامًا حتى وفاتها عام 1919 عن عمر يناهز 80 عامًا. في عام 1866، التقيا في زيورخ في مقهى والد آنا، زوم جرينين جلاس. تمت خطبتهما في عام 1869 وتزوجا في أبلدورن ، هولندا في 7 يوليو 1872؛ كان التأخير بسبب أن آنا كانت أكبر من فيلهلم بست سنوات وعدم موافقة والده على عمرها أو خلفيتها المتواضعة. بدأ زواجهما بصعوبات مالية حيث توقف الدعم الأسري من رونتجن. لقد ربيا طفلة واحدة، جوزفين بيرثا لودفيج، التي تبناها عندما كانت تبلغ من العمر ست سنوات بعد وفاة والدها، شقيق آنا الوحيد، في عام 1887.
لأسباب أخلاقية، لم يسع رونتجن للحصول على براءات اختراع لاكتشافاته، معتقدًا أنه يجب أن تكون متاحة للجمهور دون مقابل. بعد حصوله على جائزة نوبل، تبرع رونتجن بمبلغ 50000 كرونة سويدية للبحث في جامعة فورتسبورغ . على الرغم من أنه قبل الدرجة الفخرية للدكتوراه في الطب، إلا أنه رفض عرضًا من طبقة النبلاء الأدنى،  مع التضخم الذي أعقب الحرب العالمية الأولى، وقع رونتجن في الإفلاس، وقضى سنواته الأخيرة في منزله الريفي في فايلهايم ، بالقرب من ميونيخ.  توفي رونتجن في 10 فبراير 1923 بسرطان الأمعاء ، المعروف أيضًا بسرطان القولون والمستقيم .  وفقًا لوصيته، تم تدمير مراسلاته الشخصية والعلمية، باستثناءات قليلة، عند وفاته.  كان عضوًا في الكنيسة الإصلاحية الهولندية .

## الأوسمة والجوائز
في عام 1901 مُنح روتنغن أول جائزة نوبل في الفيزياء وكانت الجائزة رسميا «تقديرا للخدمات استثنائية التي قدمها لاكتشاف أشعة رائعة سُمت من بعده». تبرع روتنغن بالمكافأة النقدية من جائزة نوبل لجامعته. مثل بيار كوري رفض روتنغن إخراج براءة اختراع لاكتشافه كما أنه يريد البشرية جمعاء من الاستفادة من التطبيقات العملية ل (بيان شخصي) نفسه. حتى أنه لم يريد تسمية الأشعة من بعدة.
- وسام رمفورد (1896).
- وسام ماتيوسى (1896).
- وسام إليوت كريسون (1897).
- جائزة نوبل في الفيزياء (1901).
- في نوفمبر 2004 قام الاتحاد الدولي للكيمياء البحتة والتطبيقية تسمية العنصر الـ111 باسم رونتجينيوم

تكريماً له.

## الإرث
- اليوم، في رمشايد-لينيب 40 كيلومتر شرق مدينة دوسلدورف يوجد المنزل الذي ولد فيه روتنغن عام 1845 الذي أصبح الآن متحف باسم (متحف روتنغن الألماني).
- في العديد من اللغات يستخدم اسم روتنغن للإشارة إلى الأشعة ومنتجاتها بدلا من مصطلح «أشعة سينية» مثل في اليابانية "rentogen" والليتوانية "rentgeno" والعبرية "rentgen" والكرواتية "rentgen"ولغات أخرى.

## روابط خارجية
- فيلهلم كونراد رونتغن على موقع الموسوعة البريطانية (الإنجليزية)
- فيلهلم كونراد رونتغن على موقع ميوزك برينز (الإنجليزية)
- فيلهلم كونراد رونتغن على موقع إن إن دي بي (الإنجليزية)
- فيلهلم كونراد رونتغن على موقع ديسكوغز (الإنجليزية)